# Giuseppe Pambieri
Giuseppe Pambieri (Varese, 18 novembre 1944) è un attore, regista teatrale e doppiatore italiano.

## Biografia
Dopo il conseguimento della maturità classica si iscrive a Giurisprudenza e contemporaneamente inizia a frequentare la Scuola del Piccolo Teatro di Milano, dove matura la propria formazione di attore. Ben presto la vocazione artistica prende il sopravvento e comincia a prendere parte a spettacoli teatrali, interpretando ruoli e generi diversi. Ottiene una parte in Arlecchino servitore di due padroni di Carlo Goldoni, per la regia di Giorgio Strehler. A 23 anni, al Teatro Olimpico di Vicenza, è Oreste ne Le Mosche di Sartre, accanto a Valeria Moriconi. Nell'estate del 1970 a 25 anni affronta l'Ippolito di Euripide al Teatro greco di Siracusa nella traduzione di Carlo Diano. 
Nell'autunno successivo partecipa a Giochi di ragazzi di Robert Marasco, con Paolo Stoppa ed Enrico Maria Salerno che ne cura anche la regia.
Ottiene successo e popolarità con il personaggio di Remo nello sceneggiato televisivo Le Sorelle Materassi, regia di Mario Ferrero. Nel 1972 è richiamato al Piccolo di Milano da Strehler che lo vuole nel Re Lear di Shakespeare nel ruolo di Edmund. Partecipa a diversi lavori televisivi: La Parigina tratto da Henry Becque, Estate e fumo da Tennessee Williams e altri. Nel 1974 interpreta i film La polizia è al servizio del cittadino?, Il lupo dei mari e Il deserto dei Tartari. Nel 1976 torna in teatro per la regia di Franco Zeffirelli ne La città morta di Gabriele D'Annunzio. Nel 1977 c'è la ripresa al Teatro Odeon di Parigi del Re Lear dove sua moglie Lia Tanzi è Goneril. Nella stagione 1977-78 nasce la Compagnia Pambieri Tanzi con Il seduttore di Diego Fabbri per la regia di Franco Enriquez.
Intanto in televisione affronta la rivista Rete tre con Gianni Morandi, Ombretta Colli e Arnoldo Foà. Nell'estate 1981 ottiene un buon successo con Petruccio ne La bisbetica domata di Shakespeare insieme alla moglie Lia Tanzi, regia di Marco Parodi, dalla quale viene fatta una versione televisiva. Sempre in coppia, i due recitarono ne I due gemelli veneziani di Carlo Goldoni e Il bell'Apollo di Marco Praga.
Nel 1982 partecipa al film Il conte Tacchia con Enrico Montesano e la regia di Sergio Corbucci. È Neottolemo nel Filottete di Sofocle a Siracusa e Atreo nel Tieste di Seneca. Assieme a Lia Tanzi affronta, con la regia di Giancarlo Cobelli, Le nozze di Figaro di Beaumarchais per lo Stabile di Torino. Nella stagione 1985-86 Ma non è una cosa seria di Luigi Pirandello, La bella e la bestia di Luigi Lunari e, al Festival di Taormina, Pericle, principe di Tiro di Shakespeare. Nella stagione 1990-91 Rumors di Neil Simon, farsa comica. Nella stagione 91-92 insieme alla figlia Micol Pambieri danno vita a Il diario di Anna Frank per la regia di Gianfranco De Bosio.

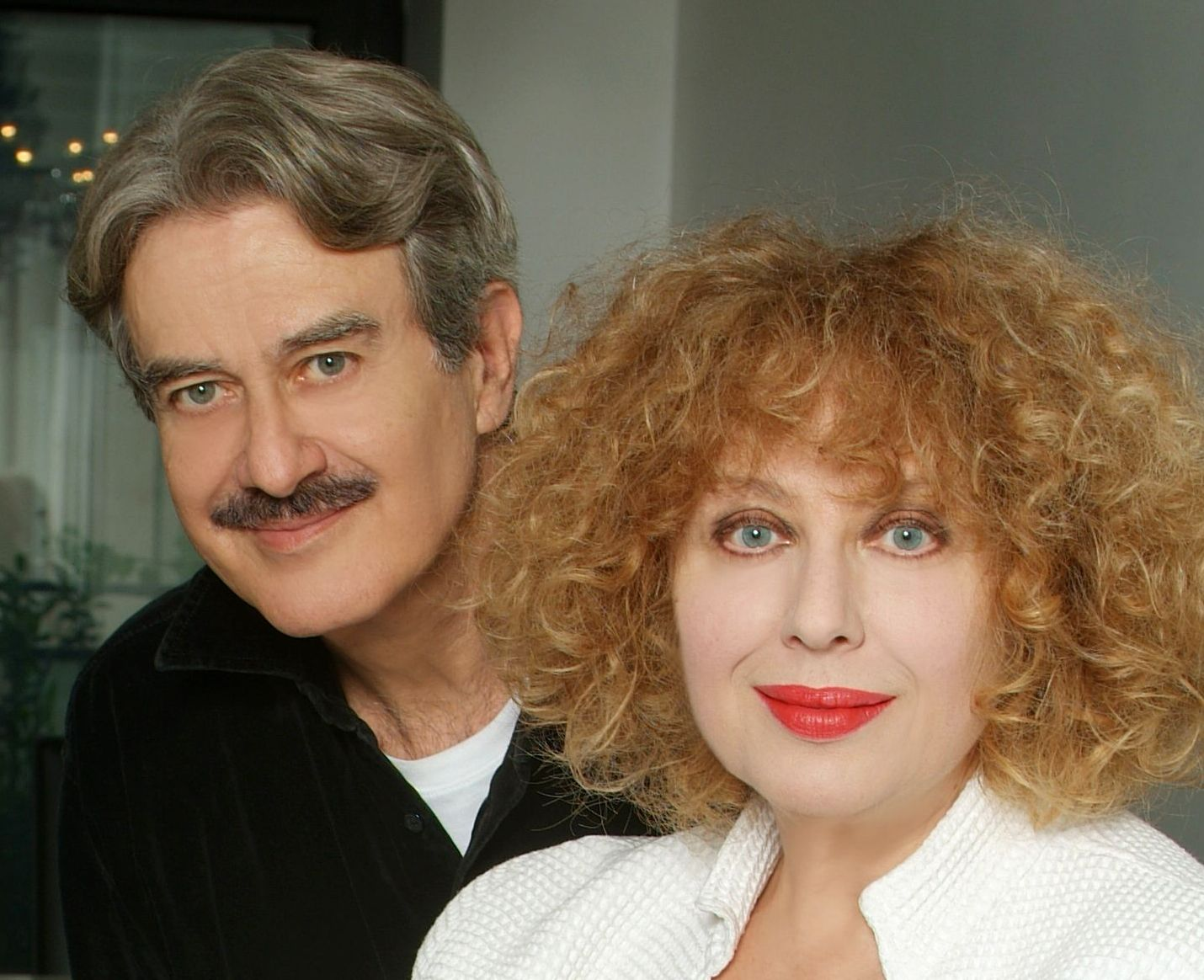
Giuseppe Pambieri e Lia Tanzi

Nel 1992 L'inquilina del piano di sopra di Pierre Chesnot; nel 1994 con Luca Ronconi in Venezia salva di Simone Weil. Ha debuttato al festival di Verona nell'estate 1996 ne Il mercante di Venezia nel ruolo di Shylock. Nella stagione 1996-1997 è Federico II di Svevia in Harem di Alberto Bassetti per la regia di Giorgio Albertazzi.
Nell'estate 1997 per la tv Svizzera affronta una sit-com di 20 puntate, Boxer shorts. In quest'ultima stagione è Paolino in L'uomo, la bestia e la virtù di Pirandello per la regia di Giuseppe Emiliani. Nella stagione 1998-1999 è in scena con Pallottole su Broadway di Woody Allen per la regia di Enrico Maria Lamanna e ha girato per Rai 2 il serial televisivo Incantesimo 2. Nel 1999-2000 è impegnato sul set di Incantesimo 3 nel ruolo di Diego Olivares.

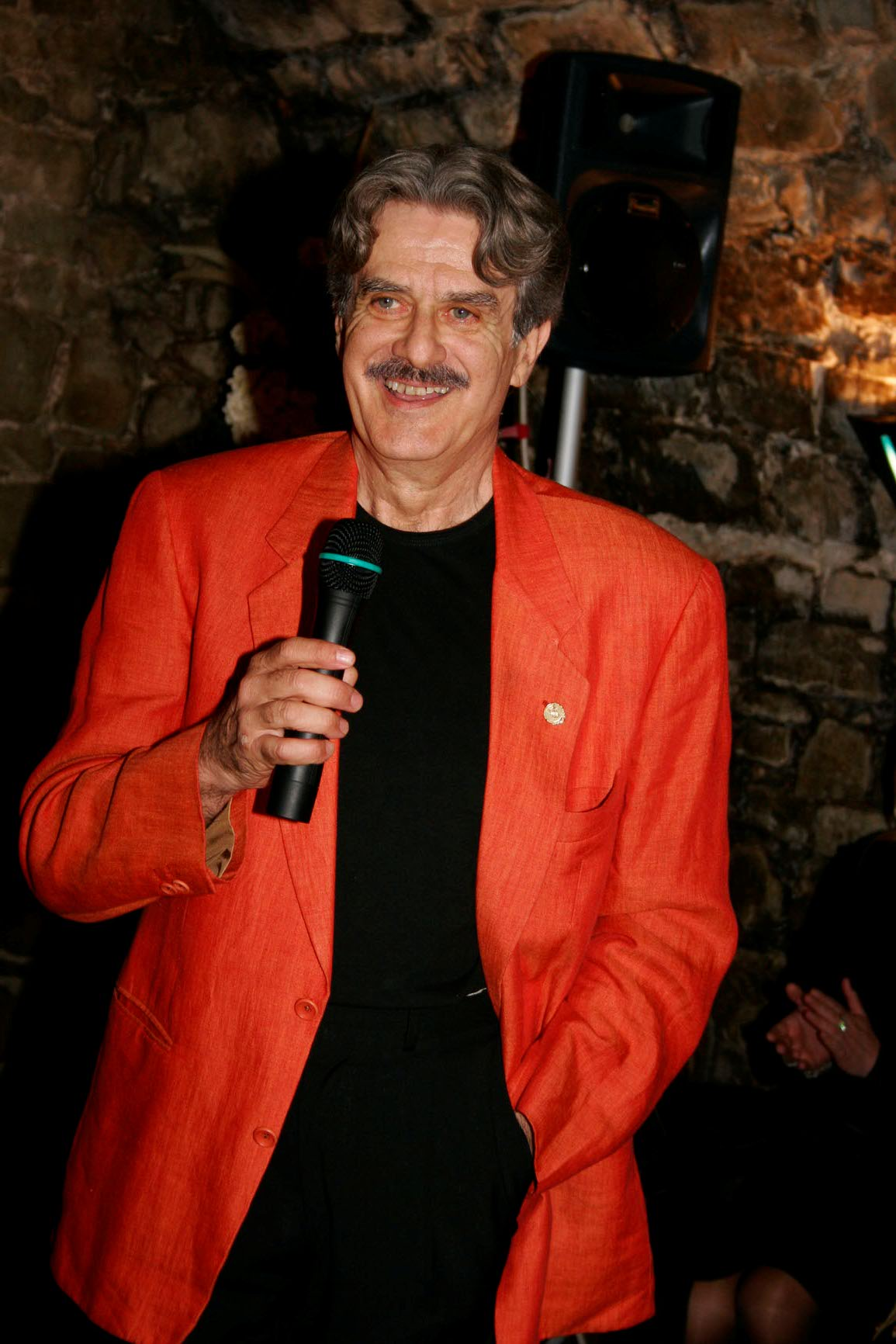
Giuseppe Pambieri col premio "Cavaliere di Seingalt" nel 2006

Nella stagione 2004-2005 affronta il ruolo di Angelo Baldovino ne Il piacere dell'onestà di Luigi Pirandello per la regia di Lamberto Puggelli. Con tale ruolo nel maggio del 2005 vince, nella categoria miglior attore protagonista, il Premio Gassman. Nel frattempo interpreta il ruolo di Agamennone nell'Alcesti di Euripide, per la regia di Walter Pagliaro, debuttando al Teatro Olimpico di Vicenza nel settembre 2004 e replicando poi lo spettacolo nei suggestivi scenari di Tindari e Taormina. Nell'estate 2004 interpreta il ruolo di Bottom nel Sogno di una notte di mezza estate di William Shakespeare, per la regia di Renato Giordano.

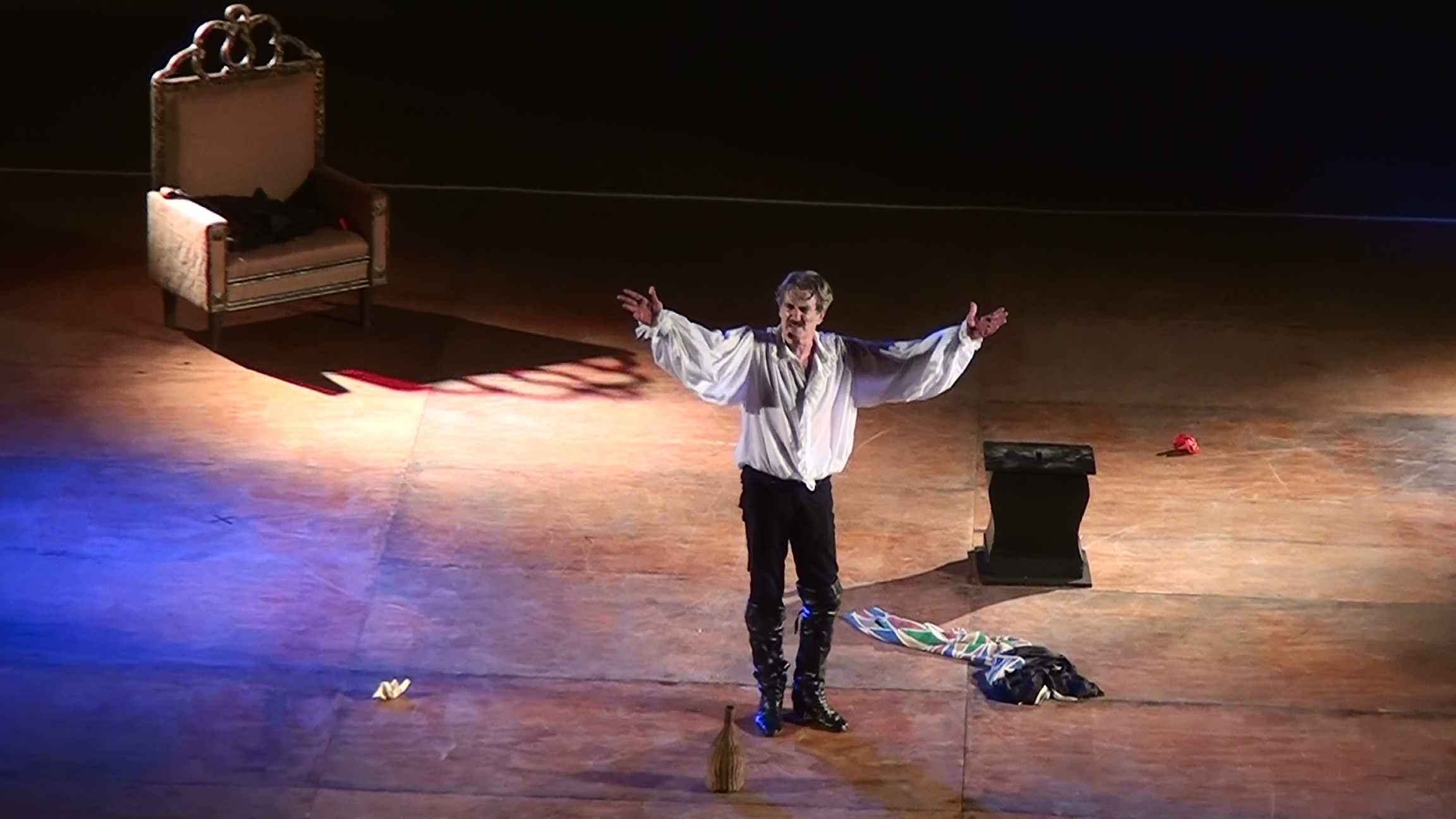
Giuseppe Pambieri in "Edmund Kean - Genio e sregolatezza"

Nella stagione 2006-2007 ha interpretato e diretto La commedia degli errori di Shakespeare, La scuola delle mogli di Molière e Anfitrione di Tito Maccio Plauto. Nel novembre 2008 debutta nel ruolo di Don Gaetano accanto a Paolo Ferrari in Todo modo dal romanzo di Sciascia, per la regia di Fabrizio Catalano e Maurizio Marchetti.
Nella stagione 2010-2011 riprende la tournée con lo spettacolo Cena a sorpresa. Nell'ottobre 2011 è protagonista nello spettacolo Il Sogno dei mille, per la regia di Maurizio Scaparro. Nella primavera 2012 riprende lo spettacolo Genio e sregolatezza - Edmund Kean. Lo spettacolo è rappresentato al Teatro Sala Umberto di Roma ed al Teatro Carcano di Milano.
Nel 2013 entra nel cast della fiction Affari di famiglia, giunta alla sesta serie, trasmessa dal canale della svizzera italiana RSI. Nel 2014 è protagonista dello spettacolo Cantica del lupo a l'altre stelle di Nicola Lo Bianco, per la regia di Claudio Folco Russo. Nell'ottobre 2014 debutta, nel ruolo di George Croft, nello spettacolo La professione della signora Warren di George Bernard Shaw, per la regia di Giancarlo Sepe.
Nell'estate 2015 è protagonista nello spettacolo Antigone - Cronache da un teatro di guerra, per la regia di Lia Tanzi. Nel 2016 Pambieri porta in scena, insieme a Massimiliano Vado, il Re Lear di Shakespeare, per la regia di Giancarlo Marinelli. Lo spettacolo debutta al Festival La Versiliana di Marina di Pietrasanta.

## Vita privata
Giuseppe Pambieri è sposato con l'attrice Lia Tanzi. Dall'unione è nata una figlia, Micol Pambieri, anche lei attrice di teatro. Si professa cattolico.

## Filmografia

### Cinema

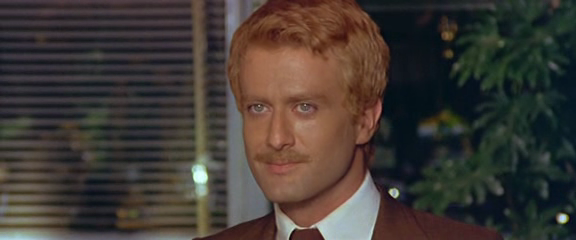
Giuseppe Pambieri in un fotogramma del film La liceale (1975)

- La polizia è al servizio del cittadino?, regia di Romolo Guerrieri (1973)
- La poliziotta fa carriera, regia di Michele Massimo Tarantini (1975)
- Il lupo dei mari, regia di Giuseppe Vari (1975)
- La liceale, regia di Michele Massimo Tarantini (1975)
- Squadra antifurto, regia di Bruno Corbucci (1976)
- Il deserto dei Tartari, regia di Valerio Zurlini (1976)
- L'affittacamere, regia di Mariano Laurenti (1976)
- Il mondo dei sensi di Emy Wong, regia di Albert Thomas (1977)
- Verso l'ora zero, regia di Stefano Roncoroni (1980)
- La casa stregata, regia di Bruno Corbucci (1982)
- Il conte Tacchia, regia di Sergio Corbucci (1983)
- I miei primi 40 anni, regia di Carlo Vanzina (1987)
- Le prime foglie d'autunno, regia di Raimondo Del Balzo (1988)
- La morte è di moda, regia di Joe Brenner (Bruno Gaburro) (1989)
- Il Sogno dei Mille, regia di Maurizio Scaparro (2011)
- To Rome with love, regia di Woody Allen (2012)
- Cosa sarà, regia di Francesco Bruni (2020)
- L’orafo (The goldsmith), regia di Vincenzo Ricchiuto (2022)
- L'età giusta (2023) regia di Alessio Di Cosimo

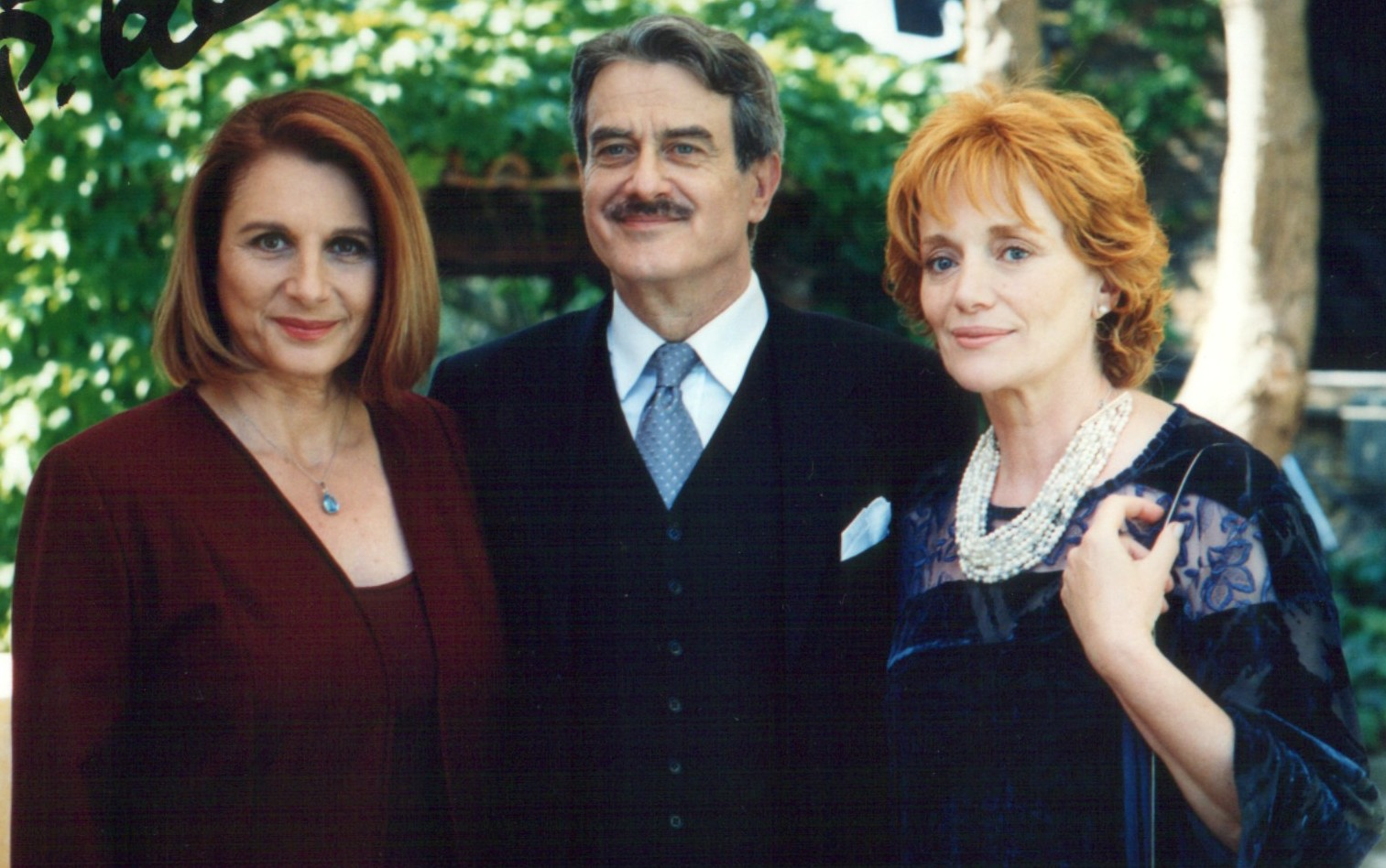
Paola Pitagora, Giuseppe Pambieri e Delia Boccardo durante le riprese del serial Incantesimo (2008)

### Televisione
- Questione di vita, regia di Silverio Blasi – film TV (1968)
- I giusti, regia di Enrico Colosimo – film TV (1970)
- Il signor Pietro, regia di Aldo Grimaldi – film TV (1970)
- Le colonne della società, regia di Mario Missiroli – film TV (1972)
- Le inchieste del commissario Maigret, regia di Mario Landi - Episodio Maigret in pensione (1972)
- Sorelle Materassi, regia di Mario Ferrero – miniserie TV (1972)
- Oro matto, di Silvio Giovaninetti regia di Raffaele Meloni - TV (1972)
- La scuola delle mogli, regia di Vittorio Cottafavi – film TV (1973)
- La figlia di Iorio, regia di Silverio Blasi - prosa TV, trasmessa nel giugno del 1974
- Il consigliere imperiale, regia di Sandro Bolchi – miniserie TV (1974)
- Sotto il placido Don, regia di Vittorio Cottafavi – miniserie TV (1974)
- L'olandese scomparso, regia di Alberto Negrin – miniserie TV (1975)
- Adorabile Giulia, di Marc-Gilbert Sauvajon - Prosa TV (1975)
- Rete tre, regia di Enzo Trapani - varietà (1976)
- Chiunque tu sia, regia di Mario Foglietti – miniserie TV (1977)
- Ligabue – serie TV (1977)
- La vita di Rossini, regia di Giovanni Fago – serie TV (1978)
- Il signore di Ballantrae, regia di Anton Giulio Majano – miniserie TV (1979)
- Mathias Sandorf, regia di Jean-Pierre Decourt – miniserie TV (1979)
- Gabriella e l'extraterrestre, regia di Vittorio Barino – miniserie TV (1979)

- Quell'antico amore, regia di Anton Giulio Majano – miniserie TV (1981)
- Strada senza uscita, regia di Anton Giulio Majano – miniserie TV (1985)
- Der Große Bellheim, regia di Dieter Wedel – miniserie TV (1993)
- Der Schattenmann, regia di Dieter Wedel – miniserie TV (1996)
- Incantesimo - serial TV (1998-2008)
- Tre addii, regia di Mario Caiano – miniserie TV (1999)
- Part time, regia di Angelo Longoni – serie TV (2004)
- Un anno a primavera, regia di Angelo Longoni – miniserie TV (2005)
- Affari di famiglia – serie TV (2013)
- Rex (serie televisiva) – serie TV, S4E1 (2013)

## Riconoscimenti
- Premio Flaiano sezione teatro[2]
  - 2010 – Premio alla carriera

2010 - Premio Gassman

## Doppiaggio
- Clifford David in Matt Helm
- Ken Howard ne Il cacciatore
- John Duttine ne La corona del diavolo
- Wei Pai ne Le furie umane del kung fu
- Timothy Bottoms in Rollercoaster - Il grande brivido
- Harvey Keitel ne La spirale della vendetta
- John Saxon ne I magnifici sette nello spazio
- Roger Daltrey ne La commedia degli errori
- Neil Hamilton in A che prezzo Hollywood? (ridoppiaggio)
- Jeremy Kemp in Racconto d'inverno (ridoppiaggio)
- John Shrapnel in Re Lear (ridoppiaggio)
- Jon Finch in Molto rumore per nulla (ridoppiaggio)
- Araldo in Coriolano (ridoppiaggio)